# Richard Friedrich Fuchs
Richard Friedrich Fuchs (* 6. November 1870 in Bensen, Nordböhmen; † nach 1933) war ein deutscher Physiologe, der als Hochschullehrer in Erlangen und Breslau wirkte und in der Zeit der Weimarer Republik für die SPD Mitglied des Provinziallandtages von Niederschlesien sowie von Mai 1921 bis Februar 1926 Abgeordneter im preußischen Staatsrat war. 

## Leben
Richard Friedrich Fuchs besuchte die Volksschule in Bensen, das Gymnasium des Augustinerordens in Böhmisch Leipa und das Staatsgymnasium in Leitmeritz und studierte ab dem Wintersemester 1890/91 an der Deutschen Universität Prag Medizin. Er legte 1895 das medizinische Staatsexamen ab und wurde 1897 in Prag zum Dr. med. promoviert.
Richard Friedrich Fuchs war in Prag seit November 1895 Assistent am Physiologischen Institut und wurde am  1. November 1899 Volontärassistent am Hygienischen Institut, wobei er hier zugleich als Hospitant an der 1. Medizinischen Klinik wirkte. Im Mai 1900 war er wissenschaftlicher Assistent am Institut für Allgemeine und Experimentelle Pathologie in Innsbruck, wurde am 1. Juli 1900 wissenschaftlicher Assistent am Staatlichen Hygienischen Institut in Hamburg und zuletzt am 1. November 1900 wissenschaftlicher Assistent am physiologischen Institut der Universität Erlangen.
Im Jahr 1902 habilitierte er sich in Erlangen mit seiner Habilitationsschrift Zur Physiologie und Wachstumsmechanik des Blutgefaess-Systemes  und wirkte ab 1. Oktober 1902 als Privatdozent für Physiologie. Im Zeitraum von 1907 bis 1908 absolvierte er einen Studienaufenthalt am internationalen Laboratorium für Hochgebirgsforschung am Monte Rosa in der Schweiz. Am 25. September 1908 wurde Richard Friedrich Fuchs Titel und Rang eines ao. Professors verliehen.  
Am 1. Oktober 1910 wurde er wissenschaftlicher Assistent am Physiologischen Institut der Schlesischen Friedrich-Wilhelms-Universität zu Breslau. Richard Friedrich Fuchs blieb in der Folge in Breslau und wirkte im Lauf der Zeit später als Abteilungsleiter und außerordentlicher Professor für Physiologie am Physiologischen Institut. 
Richard Friedrich Fuchs wurde für die Sozialdemokratische Partei Deutschlands (SPD) Abgeordneter des Provinziallandtages von Niederschlesien und für die Zeit von Mai 1921 bis Februar 1926 von diesem in den preußischen Staatsrat entsandt.
Im Jahr 1928 wurde er Direktor des Laboratoriums für Arbeitsphysiologie. Nach der Machtübernahme durch die Nationalsozialisten in Deutschland musste er die Universität Breslau aufgrund seiner jüdischen Abstammung verlassen. Sein weiteres Schicksal ist nicht eindeutig belegt.
Richard Friedrich Fuchs beschäftigte sich vor allem mit der Physiologie der Kreislauf- und Atmungsorgane und mit Arbeiten über die Anpassung des Menschen an die besonderen Existenzbedingungen des Hochgebirges.
Richard Friedrich Fuchs wurde 1901 Mitglied der Physikalisch-Medizinischen Sozietät Erlangen und 1913 Mitglied der Schlesischen Gesellschaft für vaterländische Kultur.
Am 14. Juni 1910 wurde Richard Friedrich Fuchs unter der Präsidentschaft von Albert Wangerin in der Fachsektion für Physiologie unter der Matrikel-Nr. 3308 als Mitglied in die  Kaiserliche Leopoldino-Carolinische Deutsche Akademie der Naturforscher aufgenommen.

## Schriften
- Zur Physiologie und Wachstumsmechanik des Blutgefaess-Systemes. Gustav Fischer, Jena  1902 (Digitalisat)